# Bankett für Achilles
Bankett für Achilles ist ein deutscher Spielfilm der DEFA von Roland Gräf aus dem Jahr 1975.

## Handlung
Achilles hat 30 Jahre lang beim Chemie-Kombinat Bitterfeld gearbeitet, es 1945 mit aufgebaut. Nun geht er mit 65 Jahren als Meister in Rente, auch wenn ihm der Betriebsarzt sagt, dass er mit seiner guten Konstitution noch einige Jahre arbeiten könnte. Achilles jedoch hat sich dagegen entschieden, weil er, so gibt er vor, mehr Zeit mit seiner Familie verbringen will. Sein Verhältnis zu Sohn Ernst ist zerrüttet, seine Tochter hat er seit zwei Jahren nicht mehr gesehen, die Enkelin erkennt ihn nicht. Nur die adoptierte Beate ist bei ihm geblieben. Er selbst lebt mit seiner neuen Lebensgefährtin Marga zusammen und die Kollegin munkeln, dass diese im Haus nicht viel zu sagen habe.
Achilles hat erst jetzt erkannt, was die Kollegen schon lange bemerkten, jedoch verschwiegen: Er ist den neuen technischen Herausforderungen nicht mehr gewachsen, die jüngeren Kollegen haben ihn überholt. Seit zwei Jahren steht ihm mit dem Hochschulabsolventen Bahre nicht nur ein Helfer, sondern auch ein Aufpasser an der Seite. So mischt sich in den Abschied mit Standard-Reden und Geldgeschenken auch Schmerz und Wut.
Das einzige, was Achilles wirklich mag, sind Pflanzen. Rund um das Chemiewerk gedeiht nichts, außer den widerstandsfähigen Blumen, die Achilles fast schon trotzig in einem Beet mitten in der Brache angepflanzt hat. Nun zerstört Achilles das Beet, denn wenn er schon geht, dann richtig. Am Abend hat seine Lebensgefährtin mit den Arbeitern des Betriebes eine Abschiedsfeier organisiert. Achilles lässt sie über sich ergehen, kann sich aber nicht freuen. Eine dreiwöchige Reise ans Schwarze Meer, die bereits am nächsten Tag beginnen soll, lehnt er ab, da es ihm Zuhause auch gut gefalle. Als ein Geburtstagsfilm vorgeführt wird, der humoristisch Achilles’ „Altersbeschwerden“ darstellt, verlässt der Jubilar wütend seine eigene Feier, nachdem er zuvor die Scheinheiligkeit seiner Kollegen angeprangert hat, und flüchtet sich in seinen Garten. Erst spät kehrt er zurück.
Am nächsten Morgen steht er so früh wie immer auf. Er packt seine Schnitten ein und geht zum Betrieb. Hier beginnt er, sein am Vortag zerstörtes Beet wieder anzulegen.

## Produktion

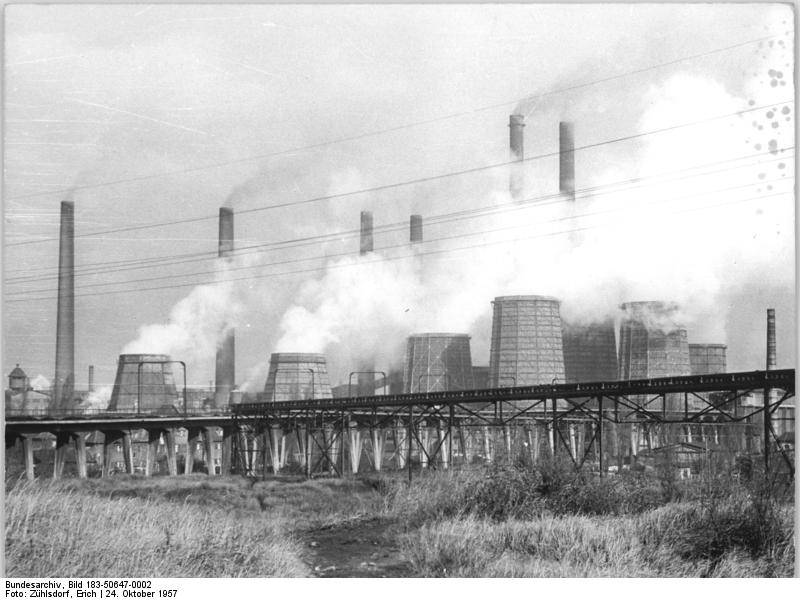
Das Elektrochemische Kombinat Bitterfeld, ein Drehort des Films

Bankett für Achilles wurde in und um Bitterfeld gedreht. Ein zentrales Motiv sind die rauchenden Schornsteine des Elektrochemischen Kombinats und die ringsum zerstörte Landschaft: „Bilder der kargen Industrielandschaft des Bitterfelder Reviers und der Blick in die Gesichter der von ihr geprägten Menschen – davon lebt dieser Film“, so ein zeitgenössischer Kritiker.
Das Szenarium des Films hatte seit 1974 mehrfach überarbeitet werden müssen, da die Zeichnung des „Arbeiterschicksals“ wie auch die Grundstimmung des Films als zu negativ angesehen wurden. Die Pflanzenaffinität Achilles’, der blaue Blumen auf dem verseuchten Boden züchten will, wurde zwar als „zweifellos sehr poetisch künstlerische Idee und eine schöne und große Aufgabe“ gelobt, gleichzeitig aber eine zentrale Aussage des Films vermisst:

„… geht es nicht darum, deutlich zu machen – ohne es auszuspinnen –, daß auch das Arbeitsleben des Meisters Achilles, eben die Spur seines Wirkens, weiterwirkt, auf andere Art, auf neuer Stufe von den ‚Jungen‘ fortgesetzt wird.“

Obwohl die DEFA-Direktion den Rohschnitt des Films am 10. Januar 1975 nicht abnahm und die Hauptverwaltung Film kritisierte, dass der Film das Leben des Arbeiters Achilles zu negativ zeichnet, sprach sich die Leiterin der Hauptabteilung Künstlerische Produktion im Ministerium für Kultur, Ruth Herlinghaus, trotz eigener Vorbehalte für die staatliche Zulassung des Films aus. Bankett für Achilles erlebte schließlich am 20. November 1975 im Berliner Kino International seine Premiere. Am 23. April 1977 lief er auf DFF 2 erstmals im Fernsehen und wurde am 8. Mai 1977 auch im Ersten gezeigt.

## Kritiken
Die zeitgenössische Kritik nannte Bankett für Achilles lebensnah und lobte, dass Erwin Geschonneck mit Achilles eine „eigenwillige und wahrhaftige Arbeitergestalt“ geschaffen habe.
Das Lexikon des internationalen Films schrieb über Bankett für Achilles: „DDR-Film über die Angst des Alterns und die Ausgliederung aus dem Arbeitsprozess, mit psychologischer Schärfe gezeichnet. Die sozialkritischen Pointen sind trotz vieler komödiantischer Töne treffsicher und glaubhaft. Zudem wird erstmals im DEFA-Film auch die Problematik der zerstörten Umwelt angeschnitten.“
Cinema bezeichnete den Film als Satire und meinte, humoristische Aspekte im Film zu erkennen: „Bei allem Humor spart der Film nicht mit bitteren Untertönen über das Alter und den mit der Pensionierung einhergehenden Verlust der gesellschaftlichen Anerkennung erst recht im Arbeiter- und-Bauern-Staat. Fazit: DDR-Kabinettstückchen mit subtiler Kritik“.
Der Filmkritiker und frühere Chef-Dramaturg im DEFA-Studio für Spielfilme Klaus Wischnewski (1928–2003) nannte den Film rückblickend „eines der wenigen Arbeiterporträts im deutschen Spielfilm: […] Kein Heldentum, keine Historie und Politik. […] Das Da- und So-Sein des Achilles (Erwin Geschonneck) vermittelt Arbeitergeschichte und wache, reale DDR-Bilanz: die verwundete Landschaft, der Kampf um ein paar blaue Blumen, der Mensch als Teil dieser Natur, weil er in ihr arbeitet, nicht erst im Sozialismus.“

## Erzählungsband
Der Drehbuchautor des Films, Martin Stephan, hat den Filminhalt später zu einer eigenständigen Erzählung umgearbeitet und sie 1977 mit einer Widmung an den Regisseur Roland Gräf veröffentlicht.